# 奧氏裸吻魚
奧氏裸吻魚（學名：Psilorhynchus olliei）為輻鰭魚綱鯉形目裸吻魚科的一個種，分布於亞洲緬甸伊洛瓦底江流域的Kyari Chaung，體長可達5.4公分，棲息在沙石底質、水流快速的溪流，屬底棲性，生活習性不明。